# Governo di Hong Kong
Il Governo della regione amministrativa speciale di Hong Kong (Gov) è l'organo che amministra il potere esecutivo di Hong Kong. Fu formato il 1º luglio 1997 conformemente alla dichiarazione congiunta sino-britannica del 1983, un trattato internazionale depositato presso l'ONU.
Il governo ha rimpiazzato le autorità coloniali britanniche. Il capo dell'esecutivo propone la nomina dei membri ufficiali del Consiglio dell'esecutivo al Consiglio di Stato della Repubblica Popolare Cinese, che li approva. La Segreteria di Governo è presieduta dal Capo segretario per l'amministrazione, che è il più importante membro ufficiale del Governo. Il Capo segretario e gli altri Segretari supervisionano congiuntamente l'amministrazione di Hong Kong, consigliano il capo dell'esecutivo in quanto membri del Consiglio e sono responsabili per le loro azioni e le loro politiche di fronte al capo dell'esecutivo e al Consiglio legislativo.
Nell'ambito del principio costituzionale "una Cina, due sistemi", il Governo è legalmente responsabile della politica interna di Hong Kong e delle sue relazioni internazionali. Il governo della Repubblica Popolare Cinese, dal quale il Governo di Hong Kong è indipendente finanziariamente, è responsabile per la difesa e la politica estera della città.

## Capo dell'esecutivo

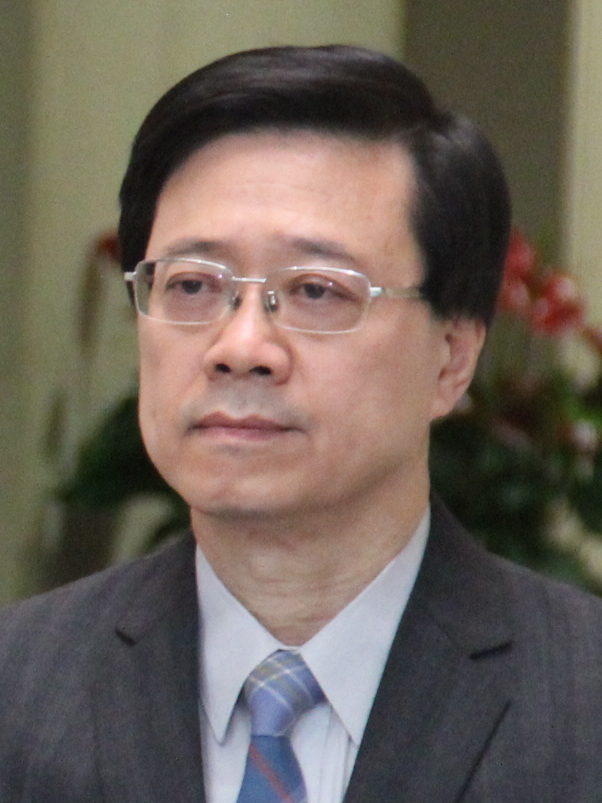
John Li, attuale capo dell'esecutivo

Il capo dell'esecutivo presiede il Governo di Hong Kong e, secondo la legge fondamentale, esercita il potere esecutivo insieme con il Consiglio dell'esecutivo. Il capo dell'esecutivo è eletto dal Comitato elettorale, un collegio composto da 1 500 membri. Il candidato eletto viene ufficialmente nominato dal Primo ministro della Repubblica Popolare Cinese.
Il capo dell'esecutivo è responsabile dell'attuazione della legge fondamentale, della firma dei disegni di legge e del bilancio, della promulgazione delle leggi, della decisione sulle politiche del governo e dell'emissione di ordini esecutivi. Inoltre il capo dell'esecutivo può concedere la grazia, promuovere petizioni, edesignare e revocare i giudici e altri funzionari, in conformità con la legge. A partire dal 1º luglio 1997, l'ufficio di capo dell'esecutivo di Hong Kong ha ufficialmente sostituito la figura di governatore come capo del governo coloniale britannico in seguito al trasferimento della sovranità. Il capo dell'esecutivo è assistito dal Segretario capo per l'amministrazione, dal Segretario alle finanze e dagli altri Segretari. I Segretari sono nominati dal Consiglio di Stato cinese su proposta del capo dell'esecutivo.

## Consiglio dell'esecutivo
Il Consiglio dell'esecutivo si occupa di definire le politiche del governo, di presentare i disegni di legge al Consiglio legislativo e di redigere i test di legge delegati. Il Consiglio conta 21 membri "ufficiali" (ministri con portafoglio) e 16 membri "non ufficiali" (ministri senza portafoglio, detti Segretari. Il loro mandato si svolge fino a quando rimane in carica il capo dell'esecutivo.

### Funzionari principali
Il sistema di responsabilità dei funzionari principali (Principal Officials Accountability System, POAS) è stato introdotto nel 2002 dall'allora capo dell'esecutivo Tung Chee-hwa. Secondo il POAS, tutti i funzionari di rilievo – incluso il Capo segretario, i Segretari alle finanze e alla giustizia, i capi degli uffici governativi e il direttore dell'ufficio del capo dell'esecutivo – non vengono più scelti tra dipendenti pubblici politicamente indipendenti, ma tra figure politiche appartenenti o meno al servizio civile di Hong Kong.
Il Capo segretario per l'amministrazione assiste il capo dell'esecutivo nella supervisione degli uffici politici e coordina la formulazione e l'attuazione delle politiche. Il Segretario alle finanze è responsabile della redazione del bilancio in conformità con l'agenda politica del capo dell'esecutivo e a norma di legge. Il Segretario alla giustizia si occupa dei servizi legati alla giustizia.

## Uffici politici (ministeri) e dipartimenti di governo
La struttura gerarchica della Segreteria di Governo nell'amministrazione di John Li, dal 1º luglio 2022, è la seguente:
|                                                       | Segreteria di Governo                                                                       | Dipartimenti del Governo |
| ----------------------------------------------------- | ------------------------------------------------------------------------------------------- | --- |
| In subordine al Capo segretario per l'amministrazione | Ufficio del Capo segretario per l'amministrazione                                           | - Ala amministrativa - Servizio di documentazione del Governo - Dipartimento dell'aiuto legale - Divisione del protocollo |
| In subordine al Capo segretario per l'amministrazione | Ufficio del servizio civile                                                                 | |
| In subordine al Capo segretario per l'amministrazione | Ufficio degli affari costituzionali e cinesi                                                | - Registrazione e ufficio elettorale - Ufficio di Pechino - Uffici commerciali ed economici di Hong Kong per la Cina e per Taiwan |
| In subordine al Capo segretario per l'amministrazione | Ufficio della cultura, dello sport e del turismo                                            | - Dipartimento delle attività ricreative e dei servizi culturali - Commissione per il turismo |
| In subordine al Capo segretario per l'amministrazione | Ufficio dell'istruzione                                                                     | - Agenzia di assistenza finanziaria per le famiglie e gli studenti lavoratori |
| In subordine al Capo segretario per l'amministrazione | Ufficio dell'ambiemnte e dell'ecologia - Ramo dell'ambiente - Ramo del cibo                 | - Dipartimento dell'agricoltura, della pesca e della conservazione - Dipartimento della protezione ambientale - Dipartimento del cibo e dell'igiene ambientale - Laboratorio del Governo - Osservatorio di Hong Kong |
| In subordine al Capo segretario per l'amministrazione | Ufficio della salute                                                                        | - Dipartimento della salute |
| In subordine al Capo segretario per l'amministrazione | Ufficio degli affari interni e giovanili                                                    | - Dipartimento degli affari interni - Dipartimento dei servizi per l'informazione |
| In subordine al Capo segretario per l'amministrazione | Ufficio del lavoro e del welfare                                                            | - Dipartimento del lavoro - Dipartimento del welfare sociale |
| In subordine al Capo segretario per l'amministrazione | Ufficio della sicurezza                                                                     | - Servizio medico ausiliario - Servizio di aiuto civile - Dipartimento dei servizi penitenziari - Dipartimento delle dogane e delle accise - Dipartimento dei vigili del fuoco - Servizio di volo del Governo - Forza di polizia di Hong Kong - Dipartimento dell'immigrazione                                                                    |
| In subordine al Segretario delle finanze              | Ufficio del Segretario alle finanze                                                         | - Ufficio dell'economista di Governo |
| In subordine al Segretario delle finanze              | Ufficio dello sviluppo economico                                                            | - Dipartimento della proprietà intellettuale - Invest Hong Kong (InvestHK) - Hongkong Post - Radio Television Hong Kong (RTHK) - Dipartimento del commercio e dell'industria - Uffici economici e commerciali di Hong Kong all'estero |
| In subordine al Segretario delle finanze              | Ufficio dello sviluppo - Ramo della pianificazione e dei terreni - Ramo dei lavori          | - Dipartimento dei servizi per l'architettura - Dipartimento degli edifici - Dipartimento dell'ingegneria civile e dello sviluppo - Dipartimento dei servizi di drenaggio - Dipartimento dei servizi elettrici e meccanici - Catasto - Dipartimento delle terre - Dipartimento della pianificazione - Dipartimento dell'approvvigionamento idrico |
| In subordine al Segretario delle finanze              | Ufficio dei servizi finanziari e del tesoro - Ramo dei servizi finanziari - Ramo del tesoro | - Dipartimento del censimento e della statistica - Registro delle imprese - Dipartimento della logistica governativa - Agenzia delle proprietà governative - Dipartimento delle entrate - Autorità di assicurazione - Ufficio del curatore fallimentare - Dipartimento di rating e valutazione - Tesoro                                           |
| In subordine al Segretario delle finanze              | Ufficio dei servizi abitativi                                                               | - Dipartimento dei servizi abitativi |
| In subordine al Segretario delle finanze              | Ufficio dell'innovazione, della tecnologia e dell'industria                                 | - Commissione dell'innovazione e della tecnologia - Ufficio del Capo dell'informazione del Governo - Ufficio dell'efficienza |
| In subordine al Segretario delle finanze              | Ufficio dei trasporti e della logistica                                                     | - Dipartimento dell'aviazione civile - Dipartimento delle autostrade - Dipartimento della Marina - Dipartimento dei trasporti |